# Salix libani
Salix libani е вид растение от семейство Върбови (Salicaceae). Видът е почти застрашен от изчезване.

## Разпространение
Разпространен е в Ливан, Сирия и Турция.